# A Film with Me in It
A Film With Me In it  es una película irlandesa del año 2008, dirigida por Ian Fitzgibbon y escrita por Mark Doherty. La película es una comedia negra que trata sobre Mark (Mark Doherty) un actor nada exitoso y Pierce (Dylan Moran), un devenido escritor, quienes tienen que tratar de deshacerse de cuatro cadáveres que fueron muriendo por diferentes accidentes hogareños en la casa de Mark. La película recibió mayoría de críticas positivas,y fue relanzada en DVD en octubre de 2011. En Latinoamérica fue estrenada con casi 4 años de atraso, finalmente estrenada en diciembre del 2011, bajo el nombre de Cuatro muertos y ningún entierro, título que parodia la película protagonizada por Julia Roberts Cuatro bodas y un funeral.

## Argumento
Mark (Doherty) es un actor frustrado viviendo en un apartamento del sótano debajo de su amigo escritor Pierce (Moran). Vive con su novia, Sally (Huberman)con quien tienen una mascota (un perro llamado Jersey), Mark lucha por encontrar trabajo, mientras cuida a su hermano paralítico, David (O'Doherty).
Desesperado por evitar el pago de alquiler atrasado, Mark escapa continuamente propietario Jack (Allen), lo que significa que también es incapaz de informar a Jack del estado casi en ruinas del departamento donde vive.
Sally,  que trabaja en un local de comida rápida, descubre de que Mark ha desperdiciado el dinero destinado para el alquiler atrasado, finalmente, decide poner fin a su tensa relación con su novio, e informa a Jack de las reparaciones necesarias, y abandona el hogar. El estado dañado de la vivienda alcanzó su pico, Mark mientras esta solo en la casa es testigo de dos extraños accidentes consecutivos, una estantería se cae y mata a su perro, y la sala de estar se derrumba y la araña del techo aplasta a David. Todavía sin creer los sucesos que acaba de prescensiar, Mark ve entrar a Jack que aparece para reparar una alta bombilla encima de un taburete tambaleante, haciendo que caiga y se perfore su garganta con el destornillador. Pierce luego llega y descubre los cadáveres, lo que le hace entrar en pánico.
Escondidos en el baño, Mark y Pierce piensan un plan para controlar la situación, en ese momento entra Sally. Al entrar a la habitación ve el cuerpo de David, Sally se desmaya del horror de la escena y se clava el sostén del clarinete de Mark, haciendo que ahora haya tres cadáveres en la casa. Al darse cuenta de lo absurdo que suena que haya de cuatro muertes (incluido el perro), o accidentes mortales consecutivos que ocurren en un mismo lugar, Pierce trama un plan para trasladar el cuerpo de Jack en una ubicación alternativa, ya que ambos tenían un fuerte motivo para asesinarlo (la deuda de la propiedad y una infidelidad entre Sally y Jack),. En ese momento aparecen dos visitas nada agradables para los protagonistas, primero, Shooing padre de Sally cuando llega, y luego una oficial de policía (O'Sullivan) que llega debido a una queja de ruido de una vecina, lo que hace que Pierce entre en pánico, la ataque y la tenga como rehén.
Como Jack se rehúsa a matar a la oficial, el dúo la ata y trata de razonar con ella. Ella no cambia de opinión e intenta escapar por una ventana defectuosa, la cual se cierra y aplasta su cabeza. Ahora rodeado de varios cuerpos, Pierce finalmente formula un plan, colocando a David, Sally, Jack, y el perro en el coche, conducen a una zona aislada y hacen que explote, dejando evidencia forense mínima. Además, dado que tres muertes inmediatas de los conocidos de Mark puede generar sospechas sobre él, Mark pone sus objetos personales y su clarinete en el cadáver de David, para fingir su propia muerte.
Finalmente mueven el oficial al jardín del vecino, Pierce le pone una maceta rota en su cabeza para que su muerte parezca causada por la caída de la maceta en su cabeza. Luego cortan el pelo de Mark y lo visten como David, intentando hacer pasar a Mark como su hermano discapacitado, y darle una coartada a Pierce para que lo cuide durante la ausencia de Marcos. A continuación, al cierre de la película, se muestra a Pierce que ha escrito un guion basado en eventos de la película, y está dirigiendo mientras que Mark continúa haciéndose pasar por David.

## Reparto
| Actor                | Personaje      | Descripción                                 | Notas |
| -------------------- | -------------- | ------------------------------------------- | ----- |
| Mark Doherty         | Mark           | Actor desempleado.                          |       |
| Dylan Moran          | Pierce         | Aspirante a escritor y mejor amigo de Mark. |       |
| Amy Huberman         | Sally          | Novia de Mark.                              |       |
| Keith Allen          | Jack           | Casero.                                     |       |
| Aisling O'Sullivan   | Mujer policía  |                                             |       |
| David O'Doherty      | David          | Hermano de Mark.                            |       |
| Ronan Wilmot         | Padre de Sally |                                             |       |
| Neil Jordan          |                |                                             | Cameo |
| Jonathan Rhys Meyers |                |                                             | Cameo |

## Críticas
La película fue bien recibida tanto en su país de origen como internacionalmente.
Los dos citios de internet más populares como Rotten Tomatoes y IMDb le dieron un 62% de críticas positivas sobre %100 y 6.5 sobre 10 respectivamente.

Michael Dwyer del  Irish Times, dio a la película 4 estrellas de 5.
Fue nominado para seis Cine y Televisión de Irlanda Logros IFTA], incluyendo mejor película, mejor actor (Dylan Moran) y mejor guion (Mark Doherty).